# Börtöncsapda
A Börtöncsapda (eredeti cím: Death Warrant) 1990-ben bemutatott amerikai akcióthriller, melyet David S. Goyer forgatókönyve alapján Deran Sarafian rendezett.
A főbb szerepekben Jean-Claude Van Damme, Robert Guillaume és Cynthia Gibb látható.

## Cselekmény
Louis Burke (Jean-Claude Van Damme) detektív társa őrült gyilkosa után nyomoz. A gonosztevő, Sandman (Patrick Kilpatrick) egy elhagyatott házban rejtőzködik amikor a nyomozó rátalál. Bár Sandman majdnem megöli őt, Burke-nek sikerül néhányszor meglőnie és látszólag megölnie ellenfelét. Tizenhat hónappal később Burke csatlakozik egy munkacsoporthoz, melyet a kormányzó azért hoz létre, hogy kinyomozzanak egy sor megmagyarázhatatlan halálesetet a kaliforniai Harrison állami börtönben. Burke küldetése, hogy fogvatartottként a börtönbe kerülve felderítse az ügyet, míg ügyvédje, Amanda Beckett (Cynthia Gibb) a küldetés idejére eljátssza felesége szerepét.
A börtönben Burke-nek egy komor és veszélyes környezetben kell életben maradnia. Annak ellenére, hogy ellenségeskedés és gyanakvás veszi körbe, a nyomozónak sikerül pár fogvatartottal barátságot kötnie: cellatársával Konefkével (Conrad Dun), Hawkinsszal (Robert Guillaume) és a Tisztelendővel (Abdul Salaam El Razzac), akik segítenek neki a nyomozásban.
Több fogvatartottat is különös körülmények között ölnek meg, egyiküket a saját cellájában gyújtják fel, miután Burke-nek információt adott ki a gyilkosokról. Konefkét is meggyilkolják, a börtönőr, DeGraff (Art Lafleur), ezután Burke-öt magánzárkába helyezteti át, ahol összeverik és kivallatják. Burke-öt a börtönben meglátogatja Beckett, magánbeszélgetést folytathatnak, ami végül egy szenvedélyes ölelkezésben végződik. Burke folytatja a nyomozást és társaitól megdöbbenve tudja meg, hogy egy új rab érkezett a börtönbe, aki nem más, mint Sandman. Sandman ezután elrabolja Burke-öt, megkínozza, így kiderül mind a rabok, mind az őrök számára, hogy ő valójában rendőr és itt kezdődik meg az igazi túlélés számára.
Beckett meglátogat egy összejövetelt, amelyet Vogler főállamügyész (George Dickerson) rendez. Éppen arra készül, hogy beszéljen a börtönben történt gyilkosságokról, amelyekről úgy hiszi, hogy főnöke, Keane (Jack Bannon) áll a hátterükben. A nő telefonhívást kap Tisdale-től (Joshua John Miller), Burke kamaszkorú hacker segédjétől, aki segített Beckettnek információt nyerni a börtön aktáiból. Tisdale felfedi, hogy Vogler áll a gyilkosságok mögött és az ügyben benne van Dr. Gottesman sebész (Armin Shimerman) is, aki a rabok szerveivel kereskedett. Vogler feldezi motivációit és elmondja, hogy ő szállíttatta át Sandmant a börtönbe, hogy megölje Burke-öt. Volger ezután megpróbálja megölni Beckettet. A nyomozónőnek sikerül elmenekülnie, amikor Vogler felesége (aki egy májat kapott az üzletből) hirtelen belép a szobába. 
Burke elkezdi menekülését a börtönből, miközben Sandman kinyitja a cellákat és lázadást szít. A Tisztelendő és Hawkins segít a nyomozónak elkerülni az őröket, Hawkins megsebesül, de a Tisztelendő megmenti – ezután Sandman végez vele. Burke és Sandman között végső leszámolásra kerül sor a rabok szeme láttára. Eleinte Sandman kerül fölénybe, de Burke-nek sikerül felülkerekednie és belerúgnia Sandman-t egy kemencébe, majd felnyársalnia a még mindig életben lévő őrült férfit.
A fogvatartottak hagyják szabadon távozni Burke-öt, aki ezután találkozik Hawkinsszal és Beckett-tel.

## Szereplők
| Színész                | Szerep                         | Magyar hang            |
| ---------------------- | ------------------------------ | ---------------------- |
| Jean-Claude Van Damme  | Louis Burke                    | Sinkovits-Vitay András |
| Robert Guillaume       | Hawkins                        | Kránitz Lajos          |
| Cynthia Gibb           | Amanda Beckett                 | Kökényessy Ági         |
| George Dickerson       | Tom Vogler                     | Szokolay Ottó          |
| Art LaFleur            | DeGraf őrmester                | Barbinek Péter         |
| Patrick Kilpatrick     | Christian "The Sandman" Naylor | Juhász Jácint          |
| Abdul Salaam El Razzac | Tisztelendő                    | Balázsi Gyula          |
| Armin Shimerman        | Dr. Gottesman                  | Cs. Németh Lajos       |
| Joshua John Miller     | Douglas Tisdale                | Bartucz Attila         |
| Larry Hankin           | Mayerson, rab a gyengélkedőn   | Téri Sándor            |
| Hank Stone             | Romaker                        | Zágoni Zsolt           |
| Conrad Dunn            | Konefke                        | Csuja Imre             |
| Jack Bannon            | Ben Keane                      | Faragó József          |
| John Lantz             | Sam Waldon                     | Imre István            |
| Hans Howes             | Keller börtönőr                | Rosta Sándor           |
| Harry Waters, Jr.      | Jersey                         | Czvetkó Sándor         |
| Dorothy Dells          | Hellen Vogler                  | Bessenyei Emma         |

## Fogadtatás
A film a bemutató hétvégéjén 1089 filmszínházban összesen ötmillió dolláros bevételt ért el. Az Amerikai Egyesült Államokban az összebevétele 16 853 487 dollár lett.
Az Empire kritikája szerint a Börtöncsapda „teljesen értelmetlen, de a maga módján mégis elég jól működik”.  A film megjelenése után pár évtizeddel készült kritikák már elnézőbbek voltak: többek közt dicsérték a film akciójeleneteit, valamint a főgonoszt játszó Patrick Kilpatrick emlékezetes és félelmetes alakítását.

## Fordítás
- Ez a szócikk részben vagy egészben  a   Death Warrant (film) című angol Wikipédia-szócikk fordításán alapul.  Az eredeti cikk szerkesztőit annak laptörténete sorolja fel. Ez a jelzés csupán a megfogalmazás eredetét és a szerzői jogokat jelzi, nem szolgál a cikkben szereplő információk forrásmegjelöléseként.